# Maine Pyar Kiya
Maine Pyar Kiya (Hindi: मैने प्यार किया, Urdu: میں نے پیار کیا, wörtl.: Ich habe mich verliebt, Alternativschreibweise: Maine Pyaar Kiya; englischer Titel: I Fell in Love oder When Love Calls) ist ein indischer Film aus dem Jahr 1989.
Das Regiedebüt von Sooraj R. Barjatya war einer der erfolgreichsten Bollywood-Filme der 1980er Jahre und machte den damals 23-jährigen Salman Khan zum Star. Der Film wurde von boxofficeindia.com als All Time Blockbuster klassifiziert.

## Handlung
Karan lebt mit seiner Tochter Suman auf dem Land. Während er in Dubai arbeitet, um Geld für Sumans Hochzeit zu verdienen, wohnt sie bei Karans reichem Jugendfreund Kishen in dessen Stadtvilla. Kishens Sohn Prem muss Seema heiraten, die die einzige Tochter von Kishens Geschäftspartner Ranjeet ist, verliebt sich aber bald in Suman. Sie erwidert schließlich seine Gefühle. Kishen glaubt, dass sie seine Gastfreundschaft missbraucht hat, und bittet sie, sein Haus zu verlassen. So geht Suman in ihr Dorf zurück. Prem entschließt sich, Suman zu folgen. Inzwischen kehrt Karan zurück und ist von Kishens Verhalten schwer enttäuscht. Aus diesem Grund verbietet er Prem, sich Suman zu nähern. Um zu beweisen, dass er eine Frau ohne Vaters Geld versorgen kann, muss Prem sehr hart arbeiten. Zu guter Letzt erlaubt Karan Prem um die Hand seiner Tochter anzuhalten.

## Auszeichnungen
- 1989: Filmfare Award/Bester Film
- 1989: Filmfare Award/Lux New Face – Bhagyashree
- 1989: Filmfare Award/Bestes Debüt – Salman Khan
- 1989: Filmfare Award/Beste Musik – Raamlaxman
- 1989: Filmfare Award/Bester Playbacksänger – S. P. Balasubrahmanyam für den Song Dil deewana bin sajna ke
- 1989: Filmfare Award/Bester Liedtext – Asad Bhopali für das Lied Dil deewana bin sajna ke